# عال (بلاغة)
العالي عند البلغاء هو أن يأتي الشاعر بألفاظ فصيحة ثم يركبها بأسلوب غاية في الجزالة واللطافة، كأنما ارتقت درجة درجة في سلم الحسن، وأن تكون أشعاره أعلى من بقية الشعر بحيث يقر له الفصحاء بعلو مرتبته.